# Conductismo

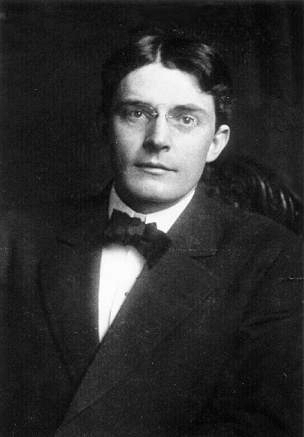
John B. Watson

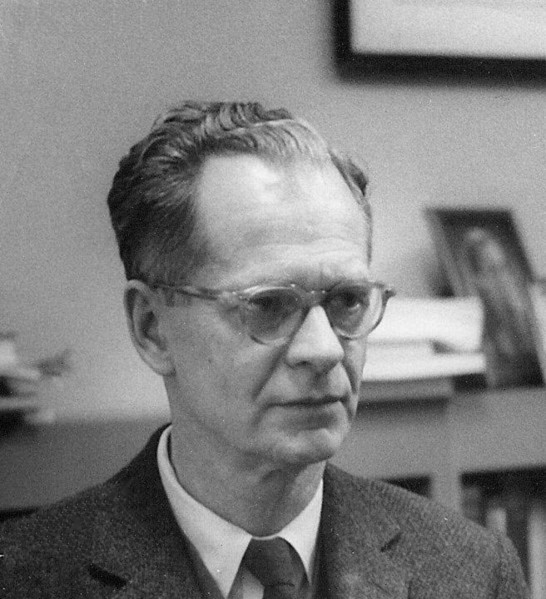
B.F. Skinner en el Departamento de Psicología de Harvard, alrededor de 1950

El conductismo o behaviorismo, según John B. Watson, es el estudio experimental objetivo y natural de la conducta, excluyendo la conciencia y la introspección. Para Burrhus Frederic Skinner el conductismo es una filosofía de la ciencia de la conducta. Este último definió varios aspectos esenciales de su objeto de estudio y, a diferencia de Watson, se centró en describir las leyes generales que rigen la conducta. El objeto de estudio de la psicología y la forma en cómo se concibe la conducta es entendida de diversos modos, según el enfoque desde el que se vea. 
Se pueden identificar más de diez formas de conductismo, desde el propuesto por Watson hasta nuestros días; pasando por el conductismo de Tolman, Hull y Skinner, el interconductismo y la psicología interconductual de Kantor, el conductismo teleológico de Rachlin, empírico de Bijou, teórico de Staddon y biológico de Timberlake, el contextualismo funcional de Hayes, etc. Las formas más estrictas de conductismo, que excluyen el estudio de la conciencia, se consideran como obsoletas desde los años 1950s (véase revolución cognitiva).
Jacob Robert Kantor define el conductismo como «una renuncia a las doctrinas del alma, la mente y la conciencia», para ocuparse del «estudio de los organismos en interacción con sus ambientes». En términos más amplios, lo considera como equivalente al término ciencia (Kantor 1968, cit. por Campos, 1973, p. 91), dado que se ocupa de la naturaleza a partir del «principio del comportamiento». Así, la química estudia el comportamiento de los elementos y la sustancia, la física estudia el comportamiento de la materia y sus propiedades, la astronomía estudia el comportamiento de los astros y galaxias, y la psicología estudia las interacciones entre los organismos y su entorno.
El desarrollo del conductismo privilegió algunos enfoques más que otros, que descendían directa o indirectamente de los anteriores, pero finalmente fue el sistema de Skinner (1938) el que llegó a ser dominante desde la década de los cuarenta.

## Características principales
- Condicionamiento clásico: Proceso de aprendizaje mediante el cual se asocia un estímulo inicial (por ejemplo el olor a comida) que provoca en el organismo una respuesta incondicionada regular y mensurable (por ejemplo salivación), con un evento neutro (por ejemplo un ruido) que no provocaba respuestas antes del condicionamiento. Luego de varias presentaciones en contigüidad espacio-temporal, el evento neutro adquirirá las funciones del estímulo inicial, provocando la misma respuesta que aquel. De este modo, un ruido podría terminar evocando la salivación del organismo.

- Condicionamiento operante: Proceso de aprendizaje por el cual una acción en particular es seguida por algo deseable (lo cual hace más factible que la persona o animal repita la acción) o por algo no deseable (lo cual hace menos factible que se repita la acción). Un estudiante, por ejemplo, estudia durante varias horas porque anteriormente el estudio le proporcionó satisfacción intelectual, notas altas o elogios de sus padres. Su aplicación es consecuencia del condicionamiento operante.

En suma, «conductismo» constituye una manera de estudiar lo psicológico, o cualquier fenómeno del mundo, desde la perspectiva de una ciencia de la conducta, sin mentalismo (atribuciones dualistas extramateriales como el alma o la mente). Los partidarios del conductismo sostienen que este no es reduccionista porque no utiliza explicaciones tomadas de disciplinas como la neurología, la lógica, la sociología o el procesamiento de datos. Sin embargo, desde la perspectiva del resto de las teorías de la psicología, el conductismo incurre en reduccionismo conductista, al considerar que "todo es conducta" (la cognición, las emociones, etc.) y que lo que no es conducta observable en laboratorio (por ejemplo los códigos culturales, creencias religiosas, etc.) es irrelevante o es inexistente.
Esto no significa dejar de lado los procesos cognitivos como tantas veces se malinterpreta,[cita requerida] sino considerarlos como «propiedades de la conducta en función». O sea, comportamientos sujetos a las mismas leyes que el comportamiento manifiesto que involucran respuestas lingüísticas y sensoriales de tipo encubierto, las cuales, para ser investigadas deben especificarse en términos del tipo de interacción, amplificarse mediante aparatos o acudir al autoinforme del individuo.
Existe también una clase especial de conductismo denominado «metodológico», que no se guía sobre la base de las precedentes consideraciones filosóficas ni teóricas, sino simplemente en función a criterios pragmáticos de abordaje objetivo de la conducta como referente observable inmediato de fenómenos «internos». Este no es más utilizado.

## Historia

### Antecedentes
Los estudios darwinianos sobre la evolución de las especies y los de la fisiología experimental de fines del siglo XIX, auspiciaron, junto con la filosofía materialista, la aparición de formas de pensamiento más avanzado con respecto a las ciencias humanas.
En 1879, Wundt creó el primer laboratorio de psicología científica. Mediante la introspección, y un estudio histórico, logró crear una base a partir de la cual abordar la psicología desde un punto de vista conductual. Hay que destacar que Wundt no pertenece a la escuela conductista, por ser anterior a esta.

### Origen
Esta corriente tiene su origen en 1913 de la mano de J. B. Watson, quien fue un psicólogo que tenía una gran influencia en esta época y trabajó en la Universidad Johns Hopkins al momento de escribir el artículo que se conocerá como “El Manifiesto Conductista”, el título de este artículo era “Psychology as the behaviorist views it”. Esta obra se vio influida por la filosofía naturalista, por Darwin y la evolución, así como por el trabajo del fisiólogo ruso Iván Pávlov. Watson consideraba la psicología una ciencia natural y con una importante aplicación social. Esta obra destacó en su momento porque abogaba por un estudio objetivo de la conducta, ya que para Watson la psicología se tenía que estudiar como la física o la química, es decir, había que estudiar la psicología desde fuera, sin método introspectivo. En esta obra Watson hizo mucho énfasis en el ambiente, es decir, le da mucha importancia a la sociedad para hablar del comportamiento del individuo. Watson se basó en la conducta observable como el objeto de estudio de la psicología, más específicamente las conexiones entre los estímulos y respuestas que dan lugar al comportamiento.

### Desarrollo
Con el tiempo, surgieron dos grandes tipos de variantes conductuales que complejizaron el enfoque: una radical y una metodológica o mediacional. La primera de ellas (desarrollada por B. F. Skinner) se centró en las relaciones funcionales que establecen los organismos con su ambiente en relación con la ley del efecto, es decir, en la manera como las consecuencias de lo que hacemos regula la emisión de la conducta futura (conducta operante). La segunda (desarrollada por Hull y Tolman entre otros), sobre la base de los reflejos condicionados introdujo un factor (o variable) interviniente que podía ser neurofisiológica o mental, según el caso.
A mediados de los años cincuenta, las deserciones y reacomodaciones de influyentes conductistas como G. A. Miller, J. Bruner y C. Pribram, y, entre otras cosas, la apertura de Ch. Osgood a la psicolingüística, produjeron una grave escisión que culminó en el desgaje de la llamada psicología cognitiva, lo que se agudizó con la crítica del lingüista Noam Chomsky al libro Conducta verbal de Skinner (una réplica de K. MacCorquodale a Chomsky desvirtúa dicha crítica).
A partir de allí adversarios y neófitos comenzaron a hablar de una "crisis" del conductismo y su supuesto reemplazo como "paradigma dominante" dentro de la psicología. Sin embargo, paradójicamente, es en las décadas de los 60 y los 70 en que eclosionan gran cantidad de técnicas y trabajos aplicativos en los rubros de terapia y modificación de conducta, ambos agrupables dentro de la categoría de "ingeniería conductual" debido al entroncamiento entre las tecnologías de control por el estímulo (de base respondiente) y de administración de contingencias (de base operante). Ya en los 80 hay una eclosión aún más impresionante de técnicas que, bajo el membrete de conductuales, conductual-cognitivas, cognitivo-conductuales y contextuales, se hacen indispensables para trabajar problemas diversos.
Paralelamente, han emergido gran cantidad de variantes teóricas conductuales que hasta el presente siguen en vigencia abordando el comportamiento complejo, el lenguaje y la personalidad de diversas maneras, ciñéndose a coordenadas científicas.
Resumiendo, sobre la base de los estudios de Ivan Pavlov (reflejo condicional) y Thorndike (ley del efecto), John B. Watson es el fundador del conductismo, continuando en la siguiente generación B.F. Skinner (conductismo radical), J. R. Kantor (interconductismo), Clark Hull y Edward C. Tolman (conductismo mediacional), actualmente se destacan E. Ribes y Josep Roca i Balasch (conductismo de campo), A. W. Staats (conductismo psicológico), S. C. Hayes (teoría de marcos relacionales), H. Rachlin (conductismo teleológico) y J. Staddon (conductismo teórico) dentro del conductismo radical; H. J. Eysenck y J. Wolpe (enfoques E-R) dentro del conductismo metodológico; así como A. Ellis, Aaron T. Beck (enfoque cognitivo conductual), Arnold A. Lazarus (enfoque multimodal) y A. Bandura (enfoque sociocognitivo) dentro del conductismo E-O-R.

## Aplicaciones
Los trabajos de investigación sobre los principios del aprendizaje son el marco de referencia sobre el cual se han desarrollado múltiples tecnologías de ingeniería del comportamiento, como la Terapia de Conducta, la Modificación de conducta, el Análisis Conductual Aplicado, e inclusive algunas formas heterodoxas que incorporan otras nociones teóricas y filosóficas (las terapias conductual-cognitivas y las cognitivo-conductuales).
Gracias a ellas resulta posible el tratamiento de una inmensa variedad de problemas en los campos clínico, educativo, comunitario y organizacional, la salud, el deporte, las emergencias, la gerontología y la psicopatología, entre otros, con unos índices de eficacia razonablemente altos. Cabe destacar que los sujetos de intervención pueden ser tanto individuos y parejas, como grupos sociales y familiares.
Entre las numerosas técnicas disponibles se encuentran las de manejo contingencial y exposición en vivo (p. ej., reforzamiento positivo, moldeamiento, extinción, castigo positivo y negativo, desbordamiento, economía de fichas, etc.), las de exposición en fantasía (reforzamiento encubierto, inoculación del estrés, desensibilización sistemática y otras), las de entrenamiento en autorregulación de competencias (autocontrol, manejo de la ansiedad, habilidades sociales, etc.), y de reestructuración racional (p. ej. solución de conflictos, aceptación y compromiso, entrenamiento autoinstruccional, etc.). Es de notar que las técnicas más complejas —en las que suelen intervenir el lenguaje y los llamados repertorios "cognitivos"— incluyen los procedimientos empleados por las más simples.
Desde hace tiempo la División de Psicología Clínica de la APA (Asociación Psicológica Americana) ha evaluado la eficacia de los tratamientos psicológicos. En estos estudios se ve una gran predominancia de las técnicas conductuales en las guías de tratamientos empíricamente validados.

### El análisis experimental del comportamiento
Es la psicología-conductual, donde se formulan las categorías, las unidades analíticas, los parámetros, los paradigmas de investigación, y las leyes y principios implicados en el manejo de los datos. Cabe destacar aquí las ecuaciones que cubren todo el espectro organísmico y situacional que está implícito o explícito en un episodio de conducta. La más conocida de dichas ecuaciones es la comprendida en la fórmula: K = f [E,O,R,C], que significa que un segmento de conducta en un momento determinado (K) es función (f) de las interrelaciones establecidas entre los factores estimulares (E), organísmico-disposicionales (O), de respuesta o clases de respuesta respondientes y operantes (R), y las consecuencias que fortalecen a estas últimas (C). 
Los paradigmas de investigación centrales desplegados son los del condicionamiento clásico y condicionamiento operante, así como sus diversas combinaciones y formas de presentación. Estos paradigmas son equivalentes a los "ejemplares" de Kuhn, pues desde sus modos básicos de ocurrencia empírica se desprenden leyes, teorías, aplicaciones e instrumentación juntas. Gracias a la investigación en estos rubros se han obtenido una gran cantidad de regularidades que desembocan en la formulación de principios aplicativos (como por ejemplo el reforzamiento, la extinción, el castigo y el contracondicionamiento). Algunos enfoques conductistas no radicales son puramente metodológicos (vertientes E-R), y otros además de ello solo son parcialmente conductuales (vertientes E-O-R).

### La ingeniería del comportamiento
Involucra lo tecnológico: todas aquellas elaboraciones procedimentales que, ligadas de alguna manera a los paradigmas de investigación básica y sus combinaciones, se han desarrollado como aplicaciones efectivas. Puede definirse como "la aplicación de conocimientos científicos para la elaboración, perfeccionamiento y manejo de técnicas de establecimiento, mantenimiento o eliminación de conductas". 
Ello supone que el comportamiento humano (sea de tipo cognitivo-lingüístico, emotivo-motivacional o motor-sensorial) es susceptible de describirse legalmente, y que sus operaciones de evaluación, diagnóstico y tratamiento de problemas acuden al manejo tentativo de dichas regularidades.
A menudo se identifica la ingeniería conductual con el rótulo de Análisis de Conducta Aplicado, conjunto de acciones mediante las cuales el psicólogo aplica en diferentes contextos, y para solucionar problemas socialmente relevantes desde los conocimientos aportados por el análisis experimental del comportamiento.

## Críticas
Las críticas de que suele ser objeto la psicología conductista en su conjunto pueden categorizarse en cinco grupos:
I. Ignora la existencia del inconsciente, los sentimientos y estados de la mente. No le asigna un papel a la personalidad, al Yo ni al "sí mismo". No da lugar a la libertad, a la voluntad ni a la intencionalidad.
II. No intenta explicar los procesos cognoscitivos, la intuición, la información ni el proceso creativo. Ve al sujeto como un receptor pasivo. 
III. Es mecanicista: concibe lo psicológico como un conjunto de respuestas ante estímulos. Descuida la dotación innata y el papel del sistema nervioso, lo que es un modo reduccionista de mirar al ser humano que no repara en su complejidad. 
IV. Está desfasado del desarrollo actual de la ciencia. Trabaja con animales, asimilando su comportamiento al humano. Sus aplicaciones son envilecedoras (premios, castigos) y hasta brutales (descargas eléctricas, vomitivos, etc.). 
V. Es operacionalista: identifica los fenómenos con las esencias. Es una ideología importada, al servicio del poder, que mantiene la psicología como ciencia natural, no preocupada por los fenómenos sociales.
Los conductistas contemporáneos responden a esto de las siguientes maneras:
- Tanto el primero como el segundo grupo de críticas confunden "estudiar de otra manera" (que es la manera propia del conductismo) con "no estudiar". En realidad, la psicología conductista tiene sus propios conceptos y métodos para abordar los llamados "estados de la mente" y los fenómenos cognoscitivos. El hecho es que utiliza otro lenguaje y una aproximación interaccionista, en vez del enfoque internalista típico de la psicología tradicional. Hay una cantidad inmensa de publicaciones conductuales que versan sobre esos eventos, y muchas de ellas figuran on line.

- El tercer grupo de críticas pasa por alto que los análisis comportamentales se basan en una compleja estructuración interactuante de variables que provienen tanto del ambiente como del organismo. Por ejemplo, revisar las ecuaciones conductuales de Kanfer (E-O-R-K-C) y de Kantor (fe-fr-hi-ed-md) para darse cuenta. Además, en el conductismo radical de Skinner se hace un análisis funcionalista de la conducta, no mecanicista. Es decir, no basa el análisis de la conducta en las consecuencias de la conducta, sino que se considera que es la interacción entre estímulos y respuestas lo que moldea la conducta.

- El cuarto grupo de críticas obvia algunos datos objetivos. Si la psicología conductista estuviera desfasada del avance actual no estaríamos en la Década de la Conducta (2000-2010), Skinner no hubiera sido proclamado en una encuesta de la APA "El Psicólogo más eminente del siglo XX", y la tecnología conductual no sería la más recomendada por los organismos oficiales de la psicología internacional (entre otras la American Psychological Association, la British Psychological Society, la American Psychiatric Association y la Sociedad Española de Psicología Clínica y de la Salud), para solucionar una amplia gama de problemas psicológicos.

- El quinto grupo de críticas tiene puntos atendibles y abiertos a discusión, exceptuando la acepción ingenua de "ideología importada" y pretender que no hay aplicaciones sociales. Al contrario, estas parecen ser de las más efectivas que hay en la disciplina (véase, p. ej., la revisión de M.D. González (1992). Conducta prosocial: Evaluación e intervención. Madrid: Morata). No se debe olvidar que "el instrumento" (la teoría, investigación y tecnología) es distinto a la mano que lo maneja.

### Crítica de Noam Chomsky
Una de las críticas más conocidas al conductismo fue realizada por el lingüista, filósofo y científico cognitivo Noam Chomsky en su revisión del libro Verbal Behavior (1957) de B. F. Skinner. En este libro Skinner esboza una teoría para explicar la adquisición del lenguaje en la infancia basándose en el condicionamiento operante y las contingencias de reforzamiento. Chomsky (1959) en cambio tiene una teoría innatista y logicista sobre la sintaxis del lenguaje, la teoría de la gramática generativa. De acuerdo a la postura de Chomsky, el cerebro humano tendría un módulo genético especializado para la adquisición del lenguaje. La crítica que dirigió entonces al ambientalismo de Skinner se basa en que un animal no humano (un perro, por ejemplo) sin importar cuánta cantidad de exposición al lenguaje y de reforzamientos y recompensas se le proporcionen, nunca va a entender ni hablar el lenguaje humano. En cambio, los niños lo aprenden en poco tiempo a pesar de la enorme variedad de ambientes y culturas, lo que implicaría que la conducta verbal no se basa simplemente en asociaciones aprendidas, sino que involucra mecanismos neurocognitivos evolutivamente determinados.

### Neurociencia cognitiva
Desde la neurociencia cognitiva también algunos autores han formulado distintas críticas a la teoría conductista, entre ellos están John Pinel, Gerald Edelman, Antonio Damasio, Charles Randy Gallistel y F. Javier Álvarez-Leefmans.
John Pinel y Steven Barnes critican la tendencia académica a pensar en dicotomías tales como “¿es fisiológico o psicológico?” o “¿es heredado o aprendido?”. La dicotomía herencia vs. crianza se manifestó, dicen estos autores, en la psicología conductista de la primera mitad del siglo XX, que en Estados Unidos estaba totalmente comprometida con el polo de la crianza (aprendizaje) en detrimento de la herencia genética. Ejemplifican esto con la famosa frase de John Watson, quien dijo que si le dan 12 niños saludables podría hacer de cualquiera de ellos un médico, abogado, artista o ladrón, con solo controlar el ambiente donde se criaran. Al mismo tiempo, en Europa el estudio de la conducta animal era llevado a cabo en la etología que, en contraste con el conductismo de Estados Unidos, se focalizaba en estudiar las conductas instintivas, comunes a todos los miembros de una especie, enfatizando la naturaleza heredada (no aprendida) de tales comportamientos.
De acuerdo a Pinel y Barnes, ambas posturas, la norteamericana y la europea, estaban equivocadas al solo acentuar un aspecto del origen de las conductas, negando el otro. En cambio, la conducta surge de la interacción entre genes y ambiente, pues la experiencia modifica la expresión de los genes de cada individuo.
Gerald Edelman en su libro Bright Air, Brilliant Fire afirma que la idea de que el único objeto de estudio científico de la psicología es la conducta es “extrema” y señala que esta postura fue adoptada por John Watson y B. F. Skinner. Este autor critica al abordaje conductista por haber ignorado, debido a su metodología, fenómenos como las gestalt perceptivas estudiadas por los psicólogos de la gestalt. Edelman también menciona los experimentos del psicólogo cognitivo y social Frederic Bartlett sobre la memoria, entre otros, y concluye que la biología y naturaleza humana mostraron las limitaciones del paradigma conductista.
En su libro Second Nature. Brain Science and Human Knowledge Edelman señala la necesidad de una “epistemología basada en el cerebro”, y propone su teoría de la consciencia como activación de patrones neuronales reentrantes en el sistema talamocortical como explicación del aprendizaje, la memoria y la conducta. Añade: “El conductismo, filosófico o de otro tipo, es rechazado por la epistemología basada en el cerebro, que considera que los actos mentales son conscientes.” (Edelman, 2006, p. 155)
Antonio Damasio en su libro Sentir Lo Que Sucede critica la equiparación entre la mente y la conducta:

“La resistencia en ciertos ámbitos científicos al uso de observaciones subjetivas es simple revisitación de un añejo argumento de los conductistas, para quienes solo las conductas (no la experiencia mental) pueden ser estudiadas objetivamente, y de los cognitivistas, que postulan la ineptitud del estudio de conductas para abarcar la complejidad humana. La mente y su consciencia son fenómenos prioritariamente privados, aunque ofrezcan diversos signos públicos al observador interesado. La mente consciente y sus propiedades constitutivas son entidades reales, no ilusiones, y deben ser investigadas como lo que son, esto es, experiencias personales, privadas y subjetivas. (…) La idea de que la naturaleza de la experiencia subjetiva pueda ser captada eficazmente por el estudio de sus correlatos conductuales es errónea. Aunque mente y conducta sean fenómenos biológicos, mente es mente y conducta es conducta. Pueden relacionarse, y la relación será más precisa conforme progrese la ciencia, pero mente y conducta son diferentes en lo tocante a sus especificaciones respectivas.”
Antonio Damasio, 2000, pp. 335-336

Otro neurocientífico, Charles Randy Gallistel, desarrolló una teoría experimental del aprendizaje animal que explica los procesos que eran explicados en términos conductistas, pero ahora en términos cognitivistas actuales. Gallistel se basa en el trabajo anterior del psicólogo experimental Robert Rescorla, quien explicó que el aprendizaje asociativo en animales depende de la cantidad subjetiva de información disponible para el organismo, no solo de las características objetivas del entorno. Rescorla postuló que el animal utiliza representaciones mentales de su entorno y puede asociar las representaciones en su memoria, en lugar de solo asociar estímulos y respuestas. Continuando esta línea teórica y experimental, y formulándola más claramente aún que Rescorla en términos de ciencia cognitiva, Gallistel plantea que en el condicionamiento los animales en realidad no asocian estímulos y respuestas sino que procesan información cognitiva sobre su entorno. Con respecto a la conducta instrumental y dirigida a metas, Gallistel sostiene que el condicionamiento operante, tal como era conceptualizado tradicionalmente, no existe:

“Creo que la perspectiva que he estado defendiendo socava la idea del condicionamiento operante como un proceso distinto. Actualmente estoy preparando un artículo basado en nuevos experimentos con el emparejamiento en el ratón que, creo, socavan aún más la idea de que el animal ajusta su comportamiento sobre la base de las recompensas que ha producido la conducta, que es, por supuesto, la idea clave en el condicionamiento operante. Uno tiene que hacer la distinción sutil entre lo que el animal aprende sobre el mundo a través de su comportamiento (por ejemplo, el alimento se encuentra en ese lugar con frecuencia X) y lo que el animal aprende sobre el efecto de su comportamiento en el mundo (ir a ese lugar produce comida con frecuencia X). Nuestros resultados sugieren que sólo importa lo primero, mientras que, a nivel teórico, siempre se hizo hincapié en lo segundo para comprender el comportamiento operante”.
C. Randy Gallistel

En el contexto latinoamericano, el neurocientífico mexicano Francisco Javier Álvarez-Leefmans, investigador de la fisiología molecular y celular de las moléculas de proteína que transportan iones de cloruro a través de la membrana plasmática de neuronas y células epiteliales, señala que “por algún tiempo, a consecuencia de la nefasta influencia del conductismo, la psicología ignoró o incluso negó la existencia de la conciencia” (Álvarez-Leefmans, 1998, p. 51), sin embargo al decaer el conductismo en los 1960s la conciencia comenzó a ser un objeto de estudio importante para neurobiólogos como Penfield, Adrian, y Mountcasltle, entre otros. Hoy es estudiada por investigadores como Edelman, Crick, Llinás y Damasio. De acuerdo a Álvarez-Leefmans, el estudio de la conciencia hoy es una de las prioridades en la neurociencia, hasta el punto que prácticamente no es posible ser un neurocientífico sin abordarla.

### Acusaciones de pseudociencia
En 1971 B. F. Skinner publicó su libro Más allá de la libertad y la dignidad. Allí argumenta que los seres humanos están totalmente determinados por contingencias ambientales y que la ciencia de la conducta ha avanzado en identificar cómo ocurre este proceso. Por lo tanto, según Skinner, la libertad humana y la dignidad (o autonomía moral) son ideas atrasadas y precientíficas que deben ser superadas igual como se han superado las supersticiones religiosas. 
Skinner argumenta a favor de una “ingeniería cultural” donde los científicos de la conducta controlen a las personas utilizando contingencias de reforzamiento, para así poder avanzar hacia una sociedad mejor para todos y más feliz.
Este libro recibió algunas críticas severas por su afirmación de que la libertad y la dignidad son pre-científicas. Tales críticas fueron formuladas tanto desde la izquierda política como desde la derecha.
El científico cognitivo, lingüista e intelectual de izquierda Noam Chomsky comparó la postura de B. F. Skinner con la antropología racista del siglo XIX, citando la afirmación del siglo XIX de que los chinos son “una raza inferior de orientales maleables”. Chomsky argumentó que la propuesta de Skinner es una versión generalizada de la pseudociencia del siglo XIX, donde no son ya solamente algunas razas sino todos los seres humanos los que son maleables. Según Chomsky, Skinner ofrece una versión particular de la teoría de la maleabilidad humana. Por tanto, lejos de haber demostrado científicamente que la libertad y la dignidad son ilusiones, la de Skinner sería una pseudociencia.
Una crítica similar, pero esta vez desde el liberalismo económico, fue formulada por Tibor Machan en su libro “The pseudo-science of B. F. Skinner” (1974), donde critica la idea de que la libertad y dignidad individuales no existan, y señala que Skinner de manera ingenua cree hablar desde una postura científica y moralmente neutra.

### Respuestas generales
Desde el punto de vista conductista se señala que la mayoría de las críticas reseñadas posiblemente se basan en:
a) Malentendidos por desconocimiento de las tesis conductistas originales, o por incomprensión de la terminología científica utilizada para describir al ser humano.
b) Citas sacadas fuera de contexto, o a través de simplificaciones de lo que "alguien escuchó o leyó que otro dijo", etc.
c) Antipatías propias de posturas antagónicas con respecto a la conceptualización de la psicología como ciencia del comportamiento.
d) Exposiciones poco elaboradas, o bien sesgadas solo en un sentido determinado, de algunos de los propios divulgadores conductuales, que se toman como si fueran descriptivas de un punto de vista doctrinario general. 
Y se indica que, aun en el caso de ser válidas algunas críticas, éstas pueden ser aplicables a ciertos modelos conductistas y no necesariamente a otros.

## Terapia de conducta
La terapia de conducta (o terapia conductual) incluye una variedad de procedimientos terapéuticos derivados de los principios del condicionamiento clásico y operante. Fue desarrollada durante los años 1950s por Joseph Wolpe, Hans Eysenck y otros autores. 
Las técnicas incluyen el moldeamiento (reforzar progresivamente conductas del paciente que se van acercando a la conducta deseada), la desensibilización sistemática (construir junto al  paciente una jerarquía de estímulos ansiógenos e ir exponiéndole progresivamente a los estímulos, partiendo desde los menos hasta los más ansiógenos), la inhibición recíproca (producir una conducta incompatible para extinguir otra conducta) y muchas otras.
Existen estudios que indican que la terapia de conducta ha demostrado ser útil para tratar varios problemas como la depresión, adicciones, trastornos de personalidad y trastornos de ansiedad.

### Denuncias sobre estudios de resultados de Eysenck
Eysenck sostuvo en una serie de publicaciones entre los 1950s y 1990s que la terapia conductual es exitosa y el resto de psicoterapias no lo son.
Sin embargo, en lo que respecta a Eysenck específicamente, varios investigadores independientes, incluidos Anthony Pelosi, David Marks, Henk van der Ploeg, Hermann Vetter, Roderick Buchanan y el King’s College London (universidad donde Eysenck fue profesor desde 1955 a 1983), han denunciado grave falseamiento de datos en varios estudios publicados por él desde los años 50s hasta los 90s.
El crítico y escéptico David Marks sostiene sobre las investigaciones publicadas por H. J. Eysenck y R. Grossarth-Maticek y sus afirmaciones de poder prevenir el cáncer con terapia conductual:

“Hay múltiples aspectos de estas afirmaciones que son imposibles de creer. Por ejemplo, la afirmación de que la biblioterapia que consiste en lectura casera puede reducir la mortalidad relacionada con enfermedades humanas en un 50 por ciento es totalmente imposible de creer. Los datos están tan lejos del límite de una distribución normal de tamaños de efecto, que ciertamente nunca podrían haber sucedido sin error. H. J. Eysenck y R. Grossarth-Maticek legítimamente podrían ser canonizados como “San Hans” y “San Ronald” por hacer tales milagros si se pudieran probar sus afirmaciones, lo que nunca sucederá. Para su eterna vergüenza, los intentos de Hans Eysenck de desacreditar los vínculos causales bien establecidos entre el tabaquismo y el cáncer mientras recibía grandes sumas de la industria tabacalera son uno de los engaños más vergonzosos cometidos por cualquier científico del siglo XX.”
David Marks.

Durante 2020 la International Journal of Social Psychiatry, la Journal of the Royal Society of Medicine y otras revistas emitieron 64 expresiones de preocupación y 14 retractaciones de papers de Eysenck. Los críticos denuncian que es necesario retractar muchos otros papers y libros.

### Polémica por la terapia de aversión
En la década de 1970 el activista por los derechos LGTB+ Peter Tatchell se manifestó en varias ocasiones contra la práctica de la terapia de aversión, un método de terapia conductista que buscaba convertir a los homosexuales (en ese entonces considerados enfermos psiquiátricos) en heterosexuales aplicándoles shocks eléctricos mientras observaban imágenes de hombres desnudos o de relaciones homosexuales. El objetivo era que asociaran los estímulos vinculados a la actividad homosexual con el dolor. Luego desaparecían los shocks eléctricos y se les mostraban imágenes de mujeres, buscando crear una asociación entre el sexo femenino y el reforzamiento negativo (el alivio del dolor). Uno de los principales promotores de la terapia de aversión para los homosexuales fue el famoso psicólogo conductista Hans Eysenck. En 1972 Peter Tatchell irrumpió a la fuerza en un simposio del London Medical Group en el que Eysenck estaba explicando el método. Tatchell denunció que lo consideraba como tortura y que había casos de personas gays que padecían depresión o estrés crónicos como efecto de la terapia de aversión.
Actualmente se reconoce que este método puede provocar trastorno de estrés postraumático y que no cambiaba ni cambia la orientación sexual de las personas como Eysenck sostenía. En 2017 Wendy Burn, presidenta del UK Royal College of Psychiatrists, pidió disculpas públicas a la comunidad gay por lo ocurrido en la década de los 1970s.

## Principales figuras
| Primera generación - Ivan Petrovich Pavlov (1849-1936) - Edward Thorndike (1874-1949) - Edwin B. Twitmyer (1873-1943) - John B. Watson (1878-1958) | Segunda generación - Burrhus F. Skinner (1904-1990) - Jacob R. Kantor (1888-1984) - Clark L. Hull (1884-1952) - Edward C. Tolman (1886-1959) - Edwin R. Guthrie (1886-1959) | Tercera generación - Arthur W. Staats - Emilio Ribes - Ramón Bayés - Steven C. Hayes - Rubén Ardila - Albert Bandura - Alan J. Kazdin - Joseph Wolpe |